# Ramucirumab
El ramucirumab (IMC-1121B) és una anticòs humà monoclonal (IgG1) desenvolupat per al tractament de tumors sòlids. Està dirigit contra el receptor 2 de creixement vascular endotelial (VEGFR2). Enllaçat al VEGFR2 funciona com un antagonista receptor bloquejant l'enllaç del VEGF a VEGFR2.
El ramucirumab s'està provant en diverses fases del tractament de l'adenocarcinoma metastàsicgàstric, càncer de cèl·lules del pulmó, entre altres tipus de càncer.
Aquesta droga va ser desenvolupada per ImClone Systems Inc. Va ser aïllada del Dyax.